# المنح المكية في شرح الهمزية
المِنَح المكية في شرح الهمزية المسمى أفضل القِرى لقرَّاء أم القُرى للإمام أحمد بن حجر الهيتمي المكي الشافعي (ت 974هـ) كتاب في السيرة النبوية والشمائل والتصوف، وهو شرح القصيدة الهمزية المسماة «أم القُرى» لمحمد بن سعيد بن حماد الصنهاجي البوصيري (ت 696هـ / 1296م).

## اسم الكتاب
للكتاب اسمان: المِنَح المكية في شرح الهمزية، وأفضل القِرى لقرَّاء أم القُرى. والسبب في ذلك يذكره الإمام ابن حجر الهيتمي نفسه فيقول:

## التعريف بالقصيدة الهمزية
يقول الإمام ابن حجر الهيتمي: